# Emil Josse

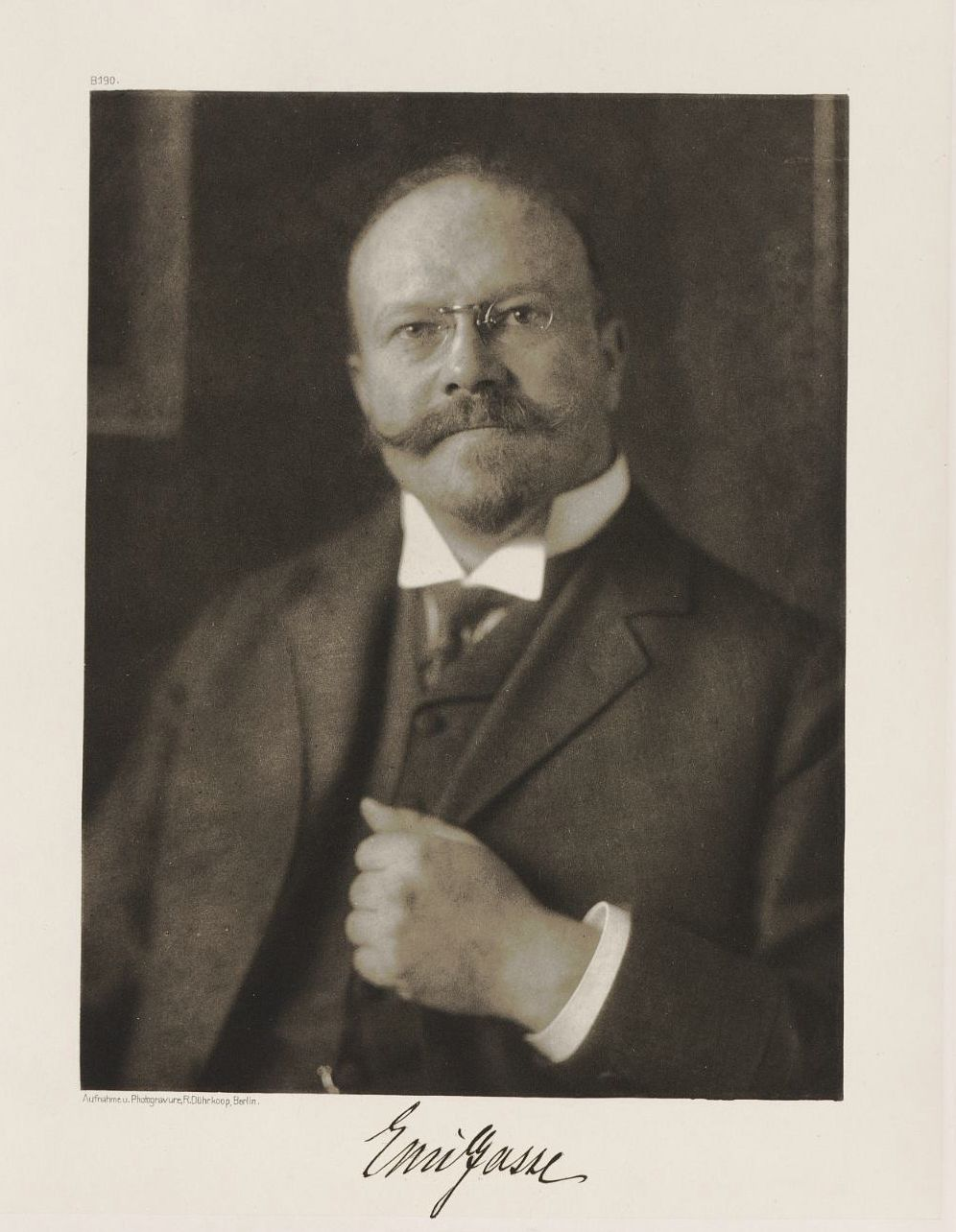
Emil Josse, 1907, Foto von Rudolf Dührkoop

Emil Josse (* 7. Januar 1866 in Darmstadt; † 31. März 1940 in Berlin) war Maschinenbauingenieur und Rektor der Königlich Technischen Hochschule zu Berlin-Charlottenburg (heute TU Berlin). Als preußischer Beamter trug er den Titel eines Geheimen Regierungsrats.

## Leben
Bevor Emil Josse in den Hochschuldienst trat, war er Oberingenieur bei der Allgemeinen Elektricitäts-Gesellschaft. Er arbeitete ab 1894 als Privatdozent und wurde 1896 Leiter des neu gegründeten Maschinen-Laboratoriums, das sich beim Heiz- und Kraftwerk der Hochschule befand. Ab dem 1. Oktober 1896 lehrte er auf Vorschlag von Alois Riedler als ordentlicher Professor Dampfmaschinenbau sowie Untersuchung von Maschinenanlagen in der Abteilung für Maschinen-Ingenieurwesen. Sein Lehrstuhl an der Königlich Technischen Hochschule zu Berlin (ab 1919 Technische Hochschule zu Berlin) war angesiedelt in der Abteilung III (seit 1922 Fakultät III für Maschinenwirtschaft, ab 1928 umbenannt in Fakultät III für Maschinenwesen). Sein anfänglich breiter angelegte Lehrauftrag wurde später genauer für Krafterzeugung (Wärme und Kraftwirtschaft) spezifiziert. In den Studienjahren 1898/1899, 1910/1911 und 1911/1912 und zuletzt 1931/32 wirkte Josse als Dekan der Fakultät für Maschinenwesen (Maschinenbau, Elektrotechnik, Schiffbau, Luftfahrzeugbau). Noch vor dem Ersten Weltkrieg war Josse 1912/1913 auch Rektor der Königlich Technischen Hochschule zu Berlin gewesen. Nach dem Ersten Weltkrieg leitete er die neu eingerichtete „Hauptstelle für Wärmewirtschaft“. 14 Jahre lang war Josse Herausgeber der Zeitschrift Zeitschrift für das gesamte Turbinenwesen. Er wurde 1934 im Alter von 68 Jahren emeritiert.
Emil Josse trat 1891 dem Verein Deutscher Ingenieure (VDI) und dem Aachener Bezirksverein des VDI bei. Später gehörte er dem Berliner Bezirksverein des VDI an. Er war Obmann der VDI-Ausschüsse für Strömungsmesser und für Dampfturbinen, welche die „Regeln für die Durchflußmessung“ und die „Regeln für Abnahmeversuche an Dampfturbinen“ erstellte. Bei der Weltkraftkonferenz 1930 war er Sektionsleiter der Sektion „Dampf- und Gasturbinen und Kolbenmaschinen“, bei den ISA-Konferenzen 1932 und 1934 leitete er die deutsche Delegation für Durchflussmessungen.
Emil Josse wurde 1912 mit der Rietschel-Plakette ausgezeichnet. Die Technische Hochschule München verlieh ihm 1932 die  Ehrendoktorwürde zum Doktoringenieur. Von der Technischen Hochschule Berlin wurde er 1934 zum Ehrensenator ernannt.

## Erfindungen
Josse entwickelte zusammen mit seinem Konstruktionsingenieur Wilhelm Gensecke (* 19. Januar 1880) u. a. eine Abdampf-Kältemaschine (Prinzip nach Josse-Gensecke). Den Erfindern wurden jeweils einzeln wie gemeinsam zahlreiche weitere Patente im In- und Ausland erteilt.

## Schriften
- Die Maschinen, die Versuchseinrichtungen und Hülfsmittel des Maschinen-Laboratoriums / hrsg. zur Hundertjahrfeier der Hochschule. Oldenbourg, München/Leipzig 1899 (= Mittheilungen aus dem Maschinen-Laboratorium der Kgl. Technischen Hochschule Berlin; Nr. 1)
- Neuere Erfahrungen und Versuche mit Abwärmekraftmaschinen. Oldenbourg, München/Leipzig 1901 (= Mittheilungen aus dem Maschinen-Laboratorium der Kgl. Technischen Hochschule Berlin; Nr. 3)
- Die Maschinenanlagen der Kgl. Techn. Hochschule zu Danzig für Heizung, Lüftung, Strom- und Wasserversorgung, Oldenbourg, München/Berlin 1904 (Sonderdruck aus: Zeitschrift des Vereins Deutscher Ingenieure)
- Neuere Wärmekraftmaschinen. Versuche und Erfahrungen mit Gasmaschinen, Dampfmaschinen, Dampfturbinen etc. Oldenbourg, München/Berlin 1905 (= Mittheilungen aus dem Maschinen-Laboratorium der Kgl. Technischen Hochschule Berlin; Nr. 4)
- Die Oberflächen-Kondensationen der Dampfturbinen insbesondere für Schiffe [Tagungsvortrag]. In: Jahrbuch der Schiffbautechnischen Gesellschaft. Band 10, Springer, Berlin 1909, S. [174]–227
- Neuere Kraftanlagen. Eine technische und wirtschaftliche Studie auf Veranlassung der Jagorstiftung der Stadt Berlin. Oldenbourg, München/Berlin 1909; 2., wesentl. verm. Aufl. 1911 (unter Mitwirkung von Wilhelm Gensecke und Hubert Hanszel)
- Ueber Kondensation, insbesondere für Dampfturbinen. Versuche über die Wärmeübertragung von Dampf an Kühlwasser. Kesselfeuerungsversuche mit Teeröl. Oldenbourg, München/Berlin 1913 (= Mittheilungen aus dem Maschinen-Laboratorium der Kgl. Technischen Hochschule Berlin; Nr. 5)
- Über Forschung, Technik und Kultur. Rede zur Feier des Geburtstages Sr. Majestät des Kaisers und Königs Wilhelm II. in der Halle der Königl. Technischen Hochschule zu Berlin am 25. Januar 1913 / Geh. von dem derzeitigen Rektor. Oldenbourg, München 1913
- (mit Aurel Stodola): Leistungsversuche an einer Gegendrucksturbine Bauart „Brünner Turbine“ der Ersten Brünner Maschinen-Fabriks-Gesellschaft. VDI, Berlin 1923 (aus: Zeitschrift des Vereins deutscher Ingenieure, Band 67, Nr. 52)

## Vorlesungen und Übungen
- Georg Hesse: Übungen II. im Maschinen-Laboratorium an der Königlich Technischen Hochschule Berlin Charlottenburg bei Prof. E. Josse. Sammlung von 15 Protokollen. Berlin 1904

## Herausgeber
mit eigenen Beiträgen
- Mittheilungen aus dem Maschinen-Laboratorium der Kgl. Technischen Hochschule Berlin. ZDB-ID 1023711-2, Oldenbourg, München/Leipzig, Nr. 1.1899 – 5.1913 (Nachweis der Digitalisate siehe Wikisource)
- Zeitschrift für das gesamte Turbinenwesen. ZDB-ID 243631-0, Berlin-Charlottenburg 4.1904 – 17.1920 (1.1904–3.1906 hrsg. von Wolfgang Adolf Müller, Civil-Ingenieur)